# Абрамашвили, Исай Александрович
Исай Алекса́ндрович Абрамашвили (13 сентября 1920, Баку — 1964) — советский футболист. Играл на позиции нападающего и полузащитника. Заслуженный тренер Азербайджанской ССР.

## Биография
В августе 1941 был призван в ряды Красной армии во время Великой Отечественной войны. С ноября 1941 по июль 1942 принимал участие в обороне Севастополя в составе 8-й отдельной бригады морской пехоты. С 4 июля 1942 по 9 августа 1945 находился в плену.
Награждён медалью «За победу над Германией в Великой Отечественной войне 1941—1945 гг.».
Выступал за клубы «Нефтяник» (Баку) с 1949 по 1951 и с 1954 по 1955 год, за ВВС (Москва) в 1955 и за «Динамо» (Ленинград) в 1953 году.
Абрамашвили покинул «Нефтяник» после того, как клуб проиграл подряд несколько игр и не смог выйти в высший дивизион чемпионата СССР, а сам Исай в одном из этих матчей не реализовал пенальти.
После завершения карьеры игрока работал тренером в клубах «Металлург» Сумгаит, «Динамо» (Кировабад).